# Variabile Z Camelopardalis

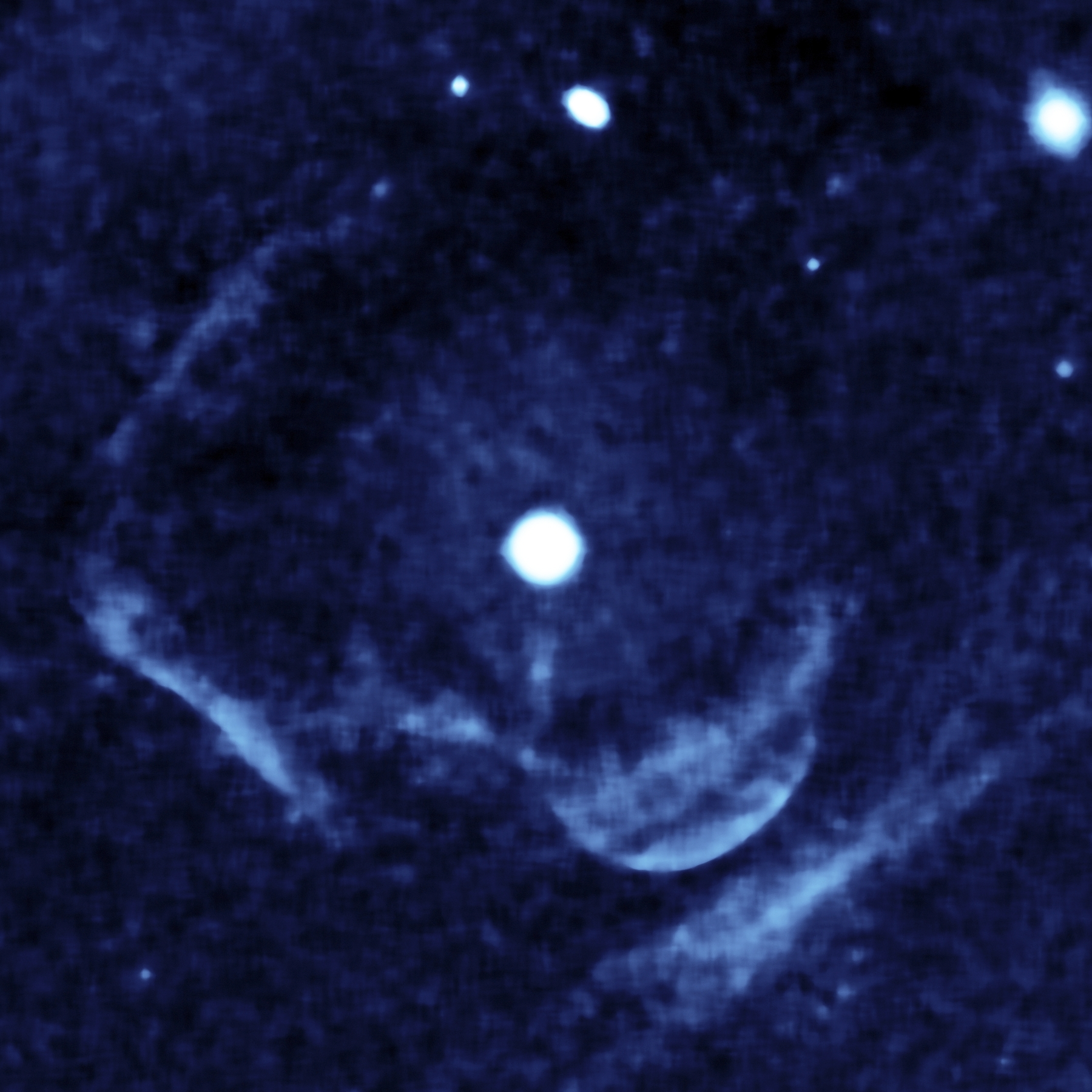
Z Camelopardalis ripresa nell'ultravioletto dal satellite GALEX

Una variabile Z Camelopardalis è un sottotipo di nova nana. Si tratta cioè di sistemi binari formati da una nana bianca che riceve materiale da una compagna stretta e la cui variabilità dipende dall'instabilità del disco di accrescimento che si forma intorno alla nana bianca. Questo tipo di novae nane si differenzia dalla classiche U Geminorum perché dopo un'esplosione non tornano alla luminosità iniziale ma si mantengono per un certo periodo, solitamente per diverse settimane, con una luminosità intermedia tra i valori massimi e minimi di luminosità. Queste stelle hanno la tendenza a manifestare ampiezze più piccole e periodi più corti, a volte, tra un'esplosione e un'altra. Rispetto alla novae nane classiche questo tipo di stelle sono dieci volte meno comuni. 
Il prototipo è Z Camelopardalis, una delle prime novae nane scoperte e una delle stelle più studiate dall'AAVSO con oltre 50.000 osservazioni presentate a partire dal 1963. In questa stella le componenti del sistema, una nana gialla e una nana bianca, hanno un periodo orbitale di 7 ore e 21 minuti, e le esplosioni avvengono all'incirca ogni 20 giorni. Osservazioni della NASA in luce ultravioletta tramite il satellite GALEX mostrano un enorme guscio di gas che circonda la stella e che dimostra che Z Camelopardalis ha subito, migliaia di anni fa, un'esplosione tipica di nova classica. I ricercatori stimano che tale esplosione abbia portato la stella ad essere la più luminosa del cielo per un breve periodo, di alcuni giorni o settimane. Del resto questa osservazione conferma la teoria che tutte le nane bianche di sistemi novae nane alla fine accumulino massa sufficiente a generare, occasionalmente, esplosioni tipiche di novae classiche. In un articolo apparso su Nature, Göran Johansson dell'Università di Lund, in Svezia, afferma che un outburst di Z Camelopardalis fu osservato ad occhio nudo dai cinesi nel 77 a.C..